# Petaloctenus clathratus
Petaloctenus clathratus là một loài nhện trong họ Ctenidae.
Loài này thuộc chi Petaloctenus. Petaloctenus clathratus được Tord Tamerlan Teodor Thorell miêu tả năm 1899.